# می‌نامی تاکاهاشی (صداپیشه)
می‌نامی تاکاهاشی (انگلیسی: Minami Takahashi; ۲۰ دسامبر ۱۹۹۰ – ) صداپیشه اهل ژاپن بود.